# Jiangsu FC
El Jiangsu FC (xinès: 江苏足球俱乐部, pinyin: Jiangsu), anteriorment anomenat Jiangsu Sainty FC (2000–2016) i Jiangsu Suning FC (2016–2021), fou un club de futbol professional xinès amb seu a Nanjing, Xina, que participà en la Superlliga xinesa. Els seus partits a casa els jugaven al Nanjing Olympic Sports Center. L'equip va ser fundat el 1958 com a equip provincial de Jiangsu. Va ser dissolt el 2021. El seu propietari era el Suning Appliance Group.

## Noms
En diverses ocasions va canviar de nom, fet normal en equips antics.
- 1958-1993: Team of Jiangsu Province (江苏省代表队)
- 1994-1995: Jiangsu Maint (江苏迈特)
- 1995-1995: Jiangsu FC (江苏队)
- 1996-2000: Jiangsu Jiajia (江苏加佳)
- 2000-2016: Jiangsu Sainty (江苏舜天)
- 2016–2021: Jiangsu Suning (江苏舜天)
- 2021–2021: Jiangsu Football Club (江苏足球俱乐部)

## Palmarès
- Lliga xinesa de futbol:[2]
  - 2020

- Copa xinesa de futbol:[3]
  - 2015

- Supercopa xinesa de futbol:
  - 2013

- Segona Divisió de la Xina:
  - 1992, 2008

- Tercera Divisió de la Xina:
  - 1997